# Bakhanai
Bakhanai (en rus: Баханай) és un poble de la república de Sakhà, a Rússia, que el 2018 tenia 264 habitants, pertany al districte de Jigansk.